# خيال علمي في التلفزيون

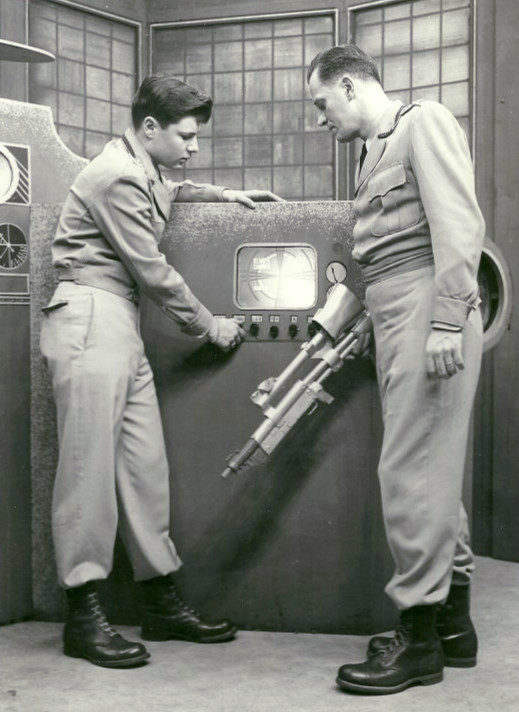

خيال علمي في التلفزيون هو نوع ظهر لأول مرة في البرامج التلفزيونية في أواخر الثلاثينات، خلال ما يسمى بالعصر الذهبي للخيال العلمي. وتتيح المؤثرات الخاصة وأساليب الإنتاج الأخرى للمبدعين تقديم صورة بصرية حية لعالم خيالي لا تقتصر عليه قيود الواقع، فالحاجة إلى تصوير أوضاع وهمية أو شخصيات ذات خصائص وقدرات خارقة ألزمت المنتجين إلى اللجوء وعلى نطاق واسع إلى التقنيات المتخصصة للإنتاج التلفزيوني.
خلال حقبة القرن 20، كانت العديد من هذه التقنيات مكلفة شملت عددا قليلا من الحرفيين المتخصصين، في حين أن إعادة استخدام الدعائم، والنماذج، والمؤثرات، أو تقنيات الرسوم المتحركة جعلت من الأسهل الإستمرار في استخدامها. إن الجمع بين التكلفة الأولية العالية وانخفاض تكاليف الصيانة دفع المنتجين إلى بناء هذه التقنيات في المفهوم الأساسي للمسلسلات، مما أثر على جميع الخيارات الفنية.